# Eleocharis rojasiana
Eleocharis rojasiana là loài thực vật có hoa trong họ Cói. Loài này được Mereles mô tả khoa học đầu tiên năm 2004.